# Sauroglossum distans
Sauroglossum distans är en orkidéart som beskrevs av John Lindley och Leslie Andrew Garay. Sauroglossum distans ingår i släktet Sauroglossum och familjen orkidéer.
Artens utbredningsområde är Bolivia. Inga underarter finns listade i Catalogue of Life.